# Cacosternum platys
The Flat Caco, Flat Dainty Frog, hoặc Cacosternum platys (tên tiếng Anh: Smooth Dainty Frog) là một loài ếch trong họ Petropedetidae. Chúng là loài đặc hữu của Nam Phi.
Các môi trường sống tự nhiên của chúng là thảm cây bụi kiểu Địa Trung Hải, đồng cỏ nhiệt đới hoặc cận nhiệt đới vùng ngập nước hoặc lụt theo mùa, sông có nước theo mùa, đầm nước ngọt có nước theo mùa, đất canh tác, vùng đồng cỏ, vườn nông thôn, các vùng đô thị, ao, đất có tưới tiêu, kênh đào và mương rãnh, và thảm thực vật di thực.